# III liga polska w piłce siatkowej mężczyzn (2020/2021)
III liga polska w piłce siatkowej mężczyzn 2020/2021 – rozgrywki czwartej w hierarchii - po PLS (PlusLidze i Tauron 1. Lidze) i II lidze - klasy męskich ligowych rozgrywek siatkarskich w Polsce. Rywalizacja w niej toczy się - co sezon, systemem ligowym - o awans do II ligi, a za jej prowadzenie odpowiadają Wojewódzkie Związki Piłki Siatkowej. W niektórych województwach gra się rundy play-off. Najlepsze dwie drużyny każdego z województw mają prawo wystąpić w turniejach o awans do II ligi organizowanych przez Polski Związek Piłki Siatkowej - półfinałowych i finałowych. W każdym turnieju niezależnie od etapu udział biorą 4 drużyny, w półfinałowych 2 najlepsze z każdego z turniejów awansują dalej, a w turniejach finałowych tylko najlepsza drużyna każdego z turniejów awansuje finalnie do II ligi. W niektórych województwach najsłabsze drużyny są relegowane do IV ligi, jeśli w danym województwie ona funkcjonuje.

## Rozgrywki wojewódzkie

### Dolnośląski ZPS
| L.p | Zespół                        | P  | M  | LZ | S     | MP        |
| --- | ----------------------------- | -- | -- | -- | ----- | --------- |
| 1   | WKS Innex Altinn Wilczyce     | 36 | 14 | 14 | 42:16 | 1311:1135 |
| 2   | BTS Elektros Bolesławiec      | 32 | 14 | 10 | 37:16 | 1200:1092 |
| 3   | KP TechniSat Oborniki Śląskie | 27 | 14 | 8  | 35:27 | 1376:1302 |
| 4   | Gwardia Wrocław Academy       | 22 | 14 | 8  | 29:24 | 1189:1183 |
| 5   | SKFiS Kudowianka Kudowa Zdrój | 19 | 14 | 6  | 26:29 | 1178:1217 |
| 6   | LZS Średzianin Środa Śląska   | 19 | 14 | 6  | 25:28 | 1153:1148 |
| 7   | Tygrysy Strzelin              | 11 | 14 | 3  | 16:36 | 1091:1195 |
| 8   | KPS Faraon Ziębice            | 2  | 14 | 1  | 7:41  | 940:1166  |

     - zespół zgłoszony do turniejów półfinałowych

### Kujawsko-Pomorski ZPS
| L.p | DRUŻYNY              | PUNKTY | MECZE | MECZE   | SETY | SETY    | PUNKTY  | PUNKTY   |
| L.p | DRUŻYNY              | PUNKTY | Wyg.  | Przegr. | Wyg. | Przegr. | Zdobyte | Stracone |
| --- | -------------------- | ------ | ----- | ------- | ---- | ------- | ------- | -------- |
| 1   | BKS Chemik Bydgoszcz | 3      | 1     | 1       | 5    | 4       | 204     | 189      |
| 2   | Toruńskie Anioły     | 3      | 1     | 1       | 4    | 5       | 189     | 204      |

     - zespół zgłoszony do turniejów półfinałowych

### Lubelski ZPS
| Miejsce | Zespół                 | Mecze | Punkty | W. | P. | Sety  | Małe punkty |
| ------- | ---------------------- | ----- | ------ | -- | -- | ----- | ----------- |
| 1       | KS Powiślak Końskowola | 12    | 22     | 7  | 5  | 27:20 | 1070:1042   |
| 2       | AKS Karol KUL          | 12    | 21     | 6  | 6  | 27:20 | 1089:1028   |
| 3       | LKS Cisy Nałęczów      | 12    | 18     | 7  | 5  | 22:21 | 923:905     |
| 4       | KS CKFiS Bełżyce       | 12    | 17     | 6  | 6  | 23:25 | 1054:1085   |
| 5       | Arka Tempo Chełm II    | 12    | 12     | 4  | 8  | 16:29 | 982:1058    |

     - zespół zgłoszony do turniejów półfinałowych

### Lubuski ZPS
| Pozycja | Drużyna                    | PUNKTY | Mecze | Zw | Prz | Sety+ | Sety- | Punkty+ | Punkty- |
| ------- | -------------------------- | ------ | ----- | -- | --- | ----- | ----- | ------- | ------- |
| 1       | KS Atak Gorzów Wlkp.       | 28     | 10    | 10 | 0   | 30    | 8     | 894     | 774     |
| 2       | UKS OPP Powiat Kołobrzeski | 18     | 10    | 6  | 4   | 25    | 18    | 944     | 883     |
| 3       | A.Z. Iwaniccy Gubin        | 18     | 10    | 6  | 4   | 22    | 18    | 917     | 876     |
| 4       | UKS Żak Krzeszyce          | 14     | 10    | 4  | 6   | 17    | 20    | 777     | 813     |
| 5       | MSKS Orion Sulechów        | 12     | 10    | 4  | 6   | 17    | 21    | 865     | 868     |
| 6       | UKS 13 LO VII Zielona Góra | 0      | 10    | 0  | 10  | 4     | 30    | 668     | 851     |

     - zespół zgłoszony do turniejów półfinałowych

### Łódzki ZPS
| Lp. | Zespół                     | Mecze | Pkt | Sety + | Sety – | pkt + | pkt – |
| --- | -------------------------- | ----- | --- | ------ | ------ | ----- | ----- |
| 1   | SMS PZPS Spała III         | 8     | 21  | 23     | 7      | 700   | 509   |
| 2   | VOLLEY TEAM Żychlin        | 8     | 15  | 18     | 13     | 657   | 677   |
| 3   | PGE SKRA Bełchatów II      | 8     | 14  | 18     | 14     | 719   | 688   |
| 4   | KS WIFAMA Łódź             | 8     | 10  | 14     | 17     | 689   | 681   |
| 5   | MKS Volley Żelazny Opoczno | 8     | 0   | 2      | 24     | 434   | 644   |

     - zespół zgłoszony do turniejów półfinałowych

### Małopolski ZPS

#### Etap 1
| Lp. | Zespół                    | Mecze | Pkt | Sety + | Sety – | pkt + | pkt – |
| --- | ------------------------- | ----- | --- | ------ | ------ | ----- | ----- |
| 1   | WAWEL Kraków              | 8     | 21  | 22     | 4      | 648   | 498   |
| 2   | GSKS Laskowa              | 8     | 21  | 23     | 7      | 727   | 594   |
| 3   | MKS GRYF Brzesko          | 8     | 20  | 21     | 6      | 628   | 564   |
| 4   | UKS AS Niepołomice        | 8     | 15  | 16     | 9      | 590   | 528   |
| 5   | UKS ZALEW Świnna Poręba   | 8     | 11  | 13     | 17     | 644   | 653   |
| 6   | UMKS KĘCZANIN Kęty II     | 8     | 8   | 10     | 18     | 590   | 627   |
| 7   | LKS BOBOWA                | 8     | 6   | 12     | 21     | 684   | 745   |
| 8   | UKS Sparta AGH Kraków II  | 8     | 5   | 8      | 21     | 541   | 685   |
| 9   | KS HUTNIK WANDA KRAKÓW II | 8     | 1   | 2      | 24     | 473   | 631   |

     - spadek do IV ligi

#### Etap 2
| Lp. | Zespół                  | Mecze | Pkt | Sety + | Sety – | pkt + | pkt – |
| --- | ----------------------- | ----- | --- | ------ | ------ | ----- | ----- |
| 1   | WAWEL Kraków            | 10    | 27  | 29     | 11     | 958   | 729   |
| 2   | GRÓD CZOP PODEGRODZIE   | 10    | 26  | 28     | 10     | 884   | 794   |
| 3   | GSKS Laskowa            | 10    | 14  | 20     | 18     | 861   | 843   |
| 4   | MKS GRYF Brzesko        | 9     | 10  | 13     | 19     | 669   | 739   |
| 5   | UKS AS Niepołomice      | 10    | 8   | 12     | 25     | 782   | 861   |
| 6   | UKS ZALEW Świnna Poręba | 9     | 2   | 8      | 27     | 639   | 827   |

     - zespół zgłoszony do turniejów półfinałowych
     - spadek do IV ligi

### Mazowiecko-Warszawski ZPS
| Lp. | Zespół                                      | Mecze | Pkt | Zw. | Sety + | Sety – | pkt + | pkt – |
| --- | ------------------------------------------- | ----- | --- | --- | ------ | ------ | ----- | ----- |
| 1   | Żyrardowskie Stowarzyszenie Siatkówki "Len" | 18    | 46  | 15  | 48     | 15     | 1494  | 1293  |
| 2   | Trójka Kobyłka                              | 18    | 45  | 16  | 49     | 18     | 1607  | 1383  |
| 3   | UKS Iskra Warszawa                          | 18    | 39  | 13  | 43     | 22     | 1508  | 1353  |
| 4   | Wisła Płock                                 | 18    | 29  | 10  | 37     | 33     | 1561  | 1535  |
| 5   | WTS Klondaik Warka                          | 18    | 28  | 11  | 37     | 34     | 1528  | 1532  |
| 6   | KS Zawkrze Mława                            | 18    | 26  | 8   | 35     | 35     | 1565  | 1590  |
| 7   | GKS JAGUAR Wolanów                          | 18    | 20  | 6   | 24     | 39     | 1376  | 1430  |
| 8   | UKS Herkules Sulejówek                      | 18    | 18  | 6   | 30     | 45     | 1636  | 1713  |
| 9   | MKS MDK Warszawa                            | 17    | 12  | 3   | 23     | 45     | 1443  | 1580  |
| 10  | UKS Olimp Skaryszew                         | 17    | 4   | 1   | 9      | 49     | 1104  | 1413  |

     - zespół zgłoszony do turniejów półfinałowych
     - spadek do IV ligi

### Opolski ZPS

#### Runda zasadnicza
| L.p | Drużyna               | Mecze | Pkt | Zw. | Sety + | Sety – | pkt + | pkt – |
| --- | --------------------- | ----- | --- | --- | ------ | ------ | ----- | ----- |
| 1   | LICON UNI OPOLE       | 12    | 27  | 9   | 28     | 13     | 967   | 842   |
| 2   | M-GOKIS PRASZKA       | 12    | 21  | 7   | 25     | 20     | 985   | 945   |
| 3   | SPS WALCE             | 12    | 19  | 6   | 25     | 20     | 1000  | 908   |
| 4   | AZS STAL PWZS NYSA II | 12    | 5   | 2   | 8      | 33     | 747   | 1004  |

#### Runda play-off
(do 1 zwycięstwa)

#### O miejsca 1 – 4
| Drużyna 1       | Wynik meczu | Drużyna 2             |
| --------------- | ----------- | --------------------- |
| LICON UNI OPOLE | 3:0         | AZS STAL PWZS NYSA II |
| M-GOKIS PRASZKA | 3:2         | SPS WALCE             |

#### O miejsca 1 – 2
| Drużyna 1       | Wynik meczu | Drużyna 2       |
| --------------- | ----------- | --------------- |
| LICON UNI OPOLE | 1:3         | M-GOKIS PRASZKA |

#### O miejsca 3 – 4
| Drużyna 1             | Wynik meczu | Drużyna 2 |
| --------------------- | ----------- | --------- |
| AZS STAL PWZS NYSA II | 0:3         | SPS WALCE |

Objaśnienie:
W meczu rundy play-off o miejsca 3 – 4 przyznano walkower na korzyść drużyny SPS Walce.

#### Kolejność końcowa w lidze po rundzie play-off
| Lp. | Drużyna               |
| --- | --------------------- |
| 1   | M-GOKIS PRASZKA       |
| 2   | LICON UNI OPOLE       |
| 3   | SPS WALCE             |
| 4   | AZS STAL PWZS NYSA II |

     - zespół zgłoszony do turniejów półfinałowych

### Podkarpacki ZPS
| Lp. | Zespół                      | Mecze | Pkt | Sety + | Sety – | pkt + | pkt – |
| --- | --------------------------- | ----- | --- | ------ | ------ | ----- | ----- |
| 1   | TKF ITS Anilana Rakszawa    | 20    | 48  | 55     | 26     | 1889  | 1649  |
| 2   | UKS Kępa MOSiR Dębica       | 20    | 45  | 53     | 26     | 1848  | 1599  |
| 3   | SST Lubcza Racławówka       | 20    | 44  | 50     | 26     | 1763  | 1643  |
| 4   | ProSport Marmax Czudec      | 20    | 40  | 48     | 31     | 1820  | 1641  |
| 5   | AZS UP TSV Sanok            | 20    | 35  | 45     | 32     | 1689  | 1701  |
| 6   | Klima Błażowa               | 20    | 29  | 36     | 38     | 1642  | 1666  |
| 7   | MKS Wisłok Strzyżów         | 20    | 24  | 36     | 48     | 1817  | 1853  |
| 8   | KPS Siarka-MOSiR Tarnobrzeg | 20    | 21  | 33     | 48     | 1696  | 1822  |
| 9   | LKS Głogovia Głogów Młp.    | 20    | 21  | 29     | 47     | 1586  | 1740  |
| 10  | AKS V LO Rzeszów II         | 20    | 14  | 29     | 56     | 1745  | 1932  |
| 11  | SPS Pruchnik                | 20    | 9   | 19     | 55     | 1506  | 1755  |

     - zespół zgłoszony do turniejów półfinałowych
     - spadek do IV ligi

### Podlaski ZPS
Brak prowadzenia rozgrywek.

### Pomorski ZPS
? (Brak danych)

### Śląski ZPS
| Miejsce | Zespół                               | Mecze | Pkt | Zw. | Sety + | Sety – | pkt + | pkt – |
| ------- | ------------------------------------ | ----- | --- | --- | ------ | ------ | ----- | ----- |
| 1       | JAWOR Mineral AZS Częstochowa        | 22    | 57  | 19  | 60     | 21     | 1935  | 1653  |
| 2       | KS Rudziniec                         | 22    | 50  | 18  | 57     | 28     | 1947  | 1799  |
| 3       | Hemarpol Norwid Częstochowa II       | 22    | 49  | 17  | 55     | 28     | 1915  | 1782  |
| 4       | SK Górnik Radlin                     | 22    | 39  | 12  | 48     | 40     | 1961  | 1822  |
| 5       | Eco-Team AZS Stoelzle Częstochowa II | 22    | 36  | 13  | 44     | 35     | 1776  | 1707  |
| 6       | Talent Sferawent Cieszyn             | 22    | 32  | 10  | 42     | 41     | 1836  | 1821  |
| 7       | KS AZS Rafako Racibórz               | 22    | 28  | 9   | 42     | 47     | 1945  | 2000  |
| 8       | UKS TRÓJKA Mikołów                   | 22    | 26  | 9   | 38     | 51     | 1950  | 2007  |
| 9       | LKS Olimpia Włodowice                | 22    | 21  | 7   | 34     | 55     | 1863  | 2018  |
| 10      | KS Płomień Przystajń                 | 22    | 21  | 6   | 33     | 53     | 1813  | 1951  |
| 11      | UKS Jedynka Jaworzno                 | 22    | 19  | 7   | 32     | 58     | 1838  | 2009  |
| 12      | MKSR Pyskowice                       | 22    | 18  | 5   | 29     | 57     | 1778  | 1988  |

     - zespół zgłoszony do turniejów półfinałowych
     - spadek do IV ligi

### Świętokrzyski ZPS
| Lp. | Zespół                         | Mecze | Pkt | Zw. | Sety + | Sety – | pkt + | pkt – |
| --- | ------------------------------ | ----- | --- | --- | ------ | ------ | ----- | ----- |
| 1   | KU AZS UJK Kielce              | 16    | 43  | 15  | 46     | 13     | 1425  | 1113  |
| 2   | GOKiS Waśniów                  | 16    | 31  | 10  | 36     | 23     | 1369  | 1339  |
| 3   | Cerrad SMS Starachowice        | 16    | 30  | 10  | 35     | 25     | 1380  | 1329  |
| 4   | Siatkarz Staszów               | 16    | 25  | 9   | 30     | 26     | 1190  | 1238  |
| 5   | Lerko Galeria Ciepła Kielce    | 16    | 25  | 8   | 30     | 27     | 1271  | 1266  |
| 6   | MKS Czarni Połaniec            | 16    | 25  | 8   | 28     | 32     | 1275  | 1298  |
| 7   | Emeryk SK Nowa Słupia          | 16    | 23  | 8   | 28     | 29     | 1279  | 1256  |
| 8   | Aluron CMC Wybicki Kielce      | 15    | 9   | 2   | 18     | 40     | 1230  | 1345  |
| 9   | GKS Ekom Invex Remedies Nowiny | 15    | 2   | 1   | 8      | 44     | 1034  | 1269  |

     - zespół zgłoszony do turniejów półfinałowych
     - spadek do IV ligi

### Warmińsko-Mazurski ZPS
| Lp. | Zespół                         | Mecze | Pkt | Sety + | Sety – | pkt + | pkt – |
| --- | ------------------------------ | ----- | --- | ------ | ------ | ----- | ----- |
| 1   | Sunbroker KPS Gietrzwałd       | 12    | 32  | 35     | 9      | 1031  | 816   |
| 2   | Team Cresovia Górowo Iławeckie | 12    | 29  | 33     | 12     | 1055  | 909   |
| 3   | Masuria Volley Giżycko         | 10    | 17  | 21     | 20     | 883   | 847   |
| 4   | UKS Olimpijczyk Szczytno       | 11    | 15  | 19     | 22     | 879   | 929   |
| 5   | MLKS Olimpia Kisielice         | 12    | 15  | 24     | 29     | 1093  | 1198  |
| 6   | AZS UWM Olsztyn III            | 10    | 6   | 11     | 27     | 792   | 881   |
| 7   | SMS Panorama Działdowo         | 11    | 3   | 9      | 33     | 857   | 1010  |

     - zespół zgłoszony do turniejów półfinałowych

### Wielkopolski ZPS

#### Runda zasadnicza
| Lp. | Zespół                        | Mecze | Pkt | Zw. | Sety + | Sety – | pkt + | pkt – |
| --- | ----------------------------- | ----- | --- | --- | ------ | ------ | ----- | ----- |
| 1   | Legion Skalmierzyce           | 18    | 44  | 15  | 50     | 17     | 1557  | 1290  |
| 2   | UKS SZAMOTULANIN Szamotuły    | 18    | 37  | 14  | 45     | 26     | 1611  | 1454  |
| 3   | LZS Orzeł Supergadżet Osiecza | 18    | 36  | 12  | 43     | 25     | 1523  | 1431  |
| 4   | UKS SMS JOKER PIŁA            | 18    | 36  | 12  | 42     | 28     | 1590  | 1431  |
| 5   | TSK Orzeł Osiek               | 18    | 29  | 9   | 33     | 32     | 1456  | 1420  |
| 6   | ENEA ENERGETYK Poznań II      | 18    | 27  | 8   | 38     | 36     | 1640  | 1615  |
| 7   | MKS KANGUR NOWY TOMYŚL        | 18    | 22  | 7   | 29     | 39     | 1439  | 1539  |
| 8   | UKS PIĄTKA Turek              | 18    | 20  | 7   | 28     | 42     | 1446  | 1573  |
| 9   | IUKS JEDYNKA Poznań           | 18    | 13  | 4   | 20     | 44     | 1296  | 1507  |
| 10  | AS Izomet Wronki              | 18    | 6   | 2   | 12     | 51     | 1205  | 1503  |

#### Klasyfikacja po rundzie play-off (rozgrywanej o miejsca 1-4)
| L.p | Drużyna                       |
| --- | ----------------------------- |
| 1   | Legion Skalmierzyce           |
| 2   | UKS SZAMOTULANIN Szamotuły    |
| 3   | LZS Orzeł Supergadżet Osiecza |
| 4   | UKS SMS JOKER PIŁA            |

     - zespół zgłoszony do turniejów półfinałowych

### Zachodniopomorski ZPS
| MSC | ZESPÓŁ                            | PUNKTY | ILOŚĆ SPOTKAŃ | Wygr./Przegr. | SETY | Stosunek setów | MAŁE PUNKTY | Stosunek Małych Punktów |
| --- | --------------------------------- | ------ | ------------- | ------------- | ---- | -------------- | ----------- | ----------------------- |
| 1   | UKS OPP Powiat Kołobrzeski        | 3      | 1             | 1-0           | 3-0  | 3,00           | 75-58       | 1,29                    |
| 2   | UKS OLIMPIJCZYK IMSO Drawsko Pom. | 0      | 0             | 0-1           | 0-3  | 0,00           | 58-75       | 0,77                    |

     - zespół zgłoszony do turniejów półfinałowych
źródło: oficjalne strony Wojewódzkich Związków Piłki Siatkowej

## Turnieje półfinałowe[2]

### Skalmierzyce
| miejsce | drużyna                              | mecze | punkty | sety | małe punkty | adnotacje                     |
| ------- | ------------------------------------ | ----- | ------ | ---- | ----------- | ----------------------------- |
| 1       | Legion Skalmierzyce                  | 3     | 6      | 9:1  | 248:191     |                               |
| 2       | UKS SMS Joker Piła                   | 3     | 5      | 6:4  | 236:197     |                               |
| 3       | UKS OPP Powiat Kołobrzeski Kołobrzeg | 3     | 4      | 4:6  | 200:241     |                               |
| 4       | Toruńskie Anioły                     | 3     | 3      | 1:9  | 195:250     | awans do II ligi decyzją PZPS |

     awans do turnieju finałowego

### Bydgoszcz
| miejsce | drużyna                    | mecze | punkty | sety | małe punkty |
| ------- | -------------------------- | ----- | ------ | ---- | ----------- |
| 1       | BKS Chemik Bydgoszcz       | 3     | 6      | 9:2  | 263:226     |
| 2       | UKS Szamotulanin Szamotuły | 3     | 5      | 7:6  | 284:285     |
| 3       | GSKS Laskowa               | 3     | 4      | 6:6  | 266:252     |
| 4       | MLKS Olimpia Kisielice     | 3     | 3      | 1:9  | 195:245     |

     awans do turnieju finałowego

### Żyrardów
| miejsce | drużyna                       | mecze | punkty | sety | małe punkty |
| ------- | ----------------------------- | ----- | ------ | ---- | ----------- |
| 1       | ŻSS Len Żyrardów              | 3     | 6      | 9:4  | 312:266     |
| 2       | GKS Cresovia Górowo Iławeckie | 3     | 5      | 7:5  | 261:262     |
| 3       | SST Lubcza Racławówka         | 3     | 4      | 7:7  | 310:307     |
| 4       | PGE Skra II Bełchatów         | 3     | 3      | 2:9  | 222:270     |

     awans do turnieju finałowego

### Żychlin
| miejsce | drużyna                       | mecze | punkty | sety | małe punkty |
| ------- | ----------------------------- | ----- | ------ | ---- | ----------- |
| 1       | UKS Trójka Kobyłka            | 3     | 5      | 7:3  | 237:210     |
| 2       | Sunbroker KPS Gietrzwałd      | 3     | 5      | 6:4  | 231:198     |
| 3       | KP Technisat Oborniki Śląskie | 3     | 5      | 6:4  | 220:222     |
| 4       | Volley Team Żychlin           | 3     | 3      | 1:9  | 191:249     |

     awans do turnieju finałowego

### Rakszawa
| miejsce | drużyna                   | mecze | punkty | sety | małe punkty |
| ------- | ------------------------- | ----- | ------ | ---- | ----------- |
| 1       | KS Gród Czop Podegrodzie  | 3     | 6      | 9:2  | 260:212     |
| 2       | TKF ITS Anillana Rakszawa | 3     | 5      | 6:6  | 247:268     |
| 3       | Iskra Warszawa            | 3     | 4      | 7:7  | 308:299     |
| 4       | AKS Karol KUL Lublin      | 3     | 3      | 2:9  | 237:273     |

     awans do turnieju finałowego

### Kraków
| miejsce | drużyna                       | mecze | punkty | sety | małe punkty |
| ------- | ----------------------------- | ----- | ------ | ---- | ----------- |
| 1       | WKS Wawel Kraków              | 3     | 6      | 9:2  | 275:215     |
| 2       | UKS Kępa MOSiR Dębica         | 3     | 5      | 7:3  | 239:194     |
| 3       | KS Powiślak Końskowola        | 3     | 4      | 4:7  | 213:255     |
| 4       | LZS Orzeł Supergadżet Osiecza | 3     | 3      | 1:9  | 183:246     |

     awans do turnieju finałowego

### Drezdenko
| miejsce | drużyna                        | mecze | punkty | sety | małe punkty |
| ------- | ------------------------------ | ----- | ------ | ---- | ----------- |
| 1       | Jawor Minerals AZS Częstochowa | 3     | 6      | 9:2  | 271:200     |
| 2       | BTS Elektros Bolesławiec       | 3     | 5      | 7:4  | 266:257     |
| 3       | KS Atak Gorzów Wielkopolski    | 3     | 4      | 3:8  | 237:263     |
| 4       | Licon Uni Opole                | 3     | 3      | 4:9  | 264:318     |

     awans do turnieju finałowego

### Wilczyce
| miejsce | drużyna                   | mecze | punkty | sety | małe punkty |
| ------- | ------------------------- | ----- | ------ | ---- | ----------- |
| 1       | WKS INNEX ALTINN Wilczyce | 3     | 6      | 9:1  | 248:183     |
| 2       | KS Rudziniec              | 3     | 5      | 6:4  | 226:204     |
| 3       | A.Z. Iwaniccy Gubin       | 3     | 4      | 5:6  | 233:253     |
| 4       | M-GOKiS Praszka           | 3     | 3      | 0:9  | 159:226     |

     awans do turnieju finałowego

## Turnieje finałowe[3]

### Żyrardów
| miejsce | drużyna                        | mecze | punkty | sety | małe punkty | adnotacje          |
| ------- | ------------------------------ | ----- | ------ | ---- | ----------- | ------------------ |
| 1       | Jawor Minerals AZS Częstochowa | 3     | 6      | 9:5  | 309:301     |                    |
| 2       | ŻSS Len Żyrardów               | 3     | 5      | 8:4  | 275:229     |                    |
| 3       | UKS SMS Joker Piła             | 3     | 4      | 5:7  | 257:268     | awans decyzją PZPS |
| 4       | TKF ITS Anillana Rakszawa      | 3     | 3      | 3:9  | 253:296     |                    |

     - awans do II ligi

### Kobyłka
| miejsce | drużyna                    | mecze | punkty | sety | małe punkty |
| ------- | -------------------------- | ----- | ------ | ---- | ----------- |
| 1       | UKS Kępa MOSiR Dębica      | 3     | 5      | 7:4  | 248:236     |
| 2       | UKS Trójka Kobyłka         | 3     | 5      | 6:4  | 223:209     |
| 3       | WKS INNEX ALTINN Wilczyce  | 3     | 5      | 7:5  | 268:248     |
| 4       | UKS Szamotulanin Szamotuły | 3     | 3      | 2:9  | 210:256     |

     - awans do II ligi

### Skalmierzyce
| miejsce | drużyna                       | mecze | punkty | sety | małe punkty |
| ------- | ----------------------------- | ----- | ------ | ---- | ----------- |
| 1       | Legion Skalmierzyce           | 3     | 6      | 9:0  | 233:169     |
| 2       | BTS Elektros Bolesławiec      | 3     | 5      | 6:6  | 270:266     |
| 3       | KS Gród CZOP Podegrodzie      | 3     | 4      | 4:7  | 233:257     |
| 4       | GKS Cresovia Górowo Iławeckie | 3     | 3      | 3:9  | 235:279     |

     - awans do II ligi

### Bydgoszcz
| miejsce | drużyna                  | mecze | punkty | sety | małe punkty | adnotacje                                       |
| ------- | ------------------------ | ----- | ------ | ---- | ----------- | ----------------------------------------------- |
| 1       | Sunbroker KPS Gietrzwałd | 3     | 6      | 9:4  | 276:269     | brak zgłoszenia do przyszłych rozgrywek II ligi |
| 2       | BKS Chemik Bydgoszcz     | 3     | 5      | 8:7  | 311:315     |                                                 |
| 3       | WKS Wawel Kraków         | 3     | 4      | 7:6  | 279:254     |                                                 |
| 4       | KS Rudziniec             | 3     | 3      | 2:9  | 228:256     |                                                 |